# Bergham (Marktl)
Bergham ist ein Ortsteil des Marktes Marktl im oberbayerischen Landkreis Altötting.
Das Kirchdorf liegt südlich des Kernortes Marktl an der nordöstlich über den Inn führenden Kreisstraße AÖ 22. Südlich des Ortes verlaufen die B 12 und die B 20, südwestlich verläuft die A 94. Westlich fließt die Alz und erstreckt sich das rund 750 ha große Naturschutzgebiet Untere Alz.

## Sehenswürdigkeiten
In der Liste der Baudenkmäler in Marktl sind für Bergham zwei Baudenkmale aufgeführt:
- Langhaus und Turm der katholischen Kirche St. Nikolaus (Bergham 9) stammen aus dem 15. Jahrhundert, während der Chor Anfang des 16. Jahrhunderts erbaut wurde. Das südliche Seitenschiff ist mit dem Jahr 1513 bezeichnet. Die aus Tuffstein bestehende Friedhofsummauerung stammt wohl vom Anfang des 16. Jahrhunderts.
- Der Gasthof Altenbuchner (Burghauser Straße 10) besteht aus mehreren Gebäuden:
  - Der Hauptbau ist mit einem Flachsatteldach ausgestattet.
  - Der massive Querstadel ist mit Flachsatteldach und Torbogen versehen.
  - Das erdgeschossige Nebenhaus trägt ein Steilsatteldach.
  - Alle Bauteile des mit einem Zeltdach versehenen Nebenhauses stammen wohl aus der ersten Hälfte des 19. Jahrhunderts.
  - Das Salettl, ein eingeschossiger Walmdachbau, stammt wohl aus der 1. Hälfte des 20. Jahrhunderts.